# Tratado de Constantinopla (1479)
O Tratado de Constantinopla foi um tratado assinado em 25 de janeiro de 1479 que terminou oficialmente a guerra que durava há 15 anos entre a República de Veneza e o Império Otomano . O acordo foi estabelecido como resultado dos otomanos terem alcançado os arredores de Veneza. Nos termos do tratado, os venezianos foram autorizados a manter Ulcinj , Antivan e Durrës. No entanto, cederam Escodra e outros territórios na Dalmácia litoral, bem como o controle das ilhas de gregas de Negroponte (Eubeia) e Lemnos . Além disso, os venezianos ficaram obrigados a pagar um tributo de cerca de 10 mil ducados por ano para terem privilégios comerciais no Mar Negro. Como resultado deste tratado, Veneza viu a sua posição enfraquecida no Levante.